# Villa Saporiti

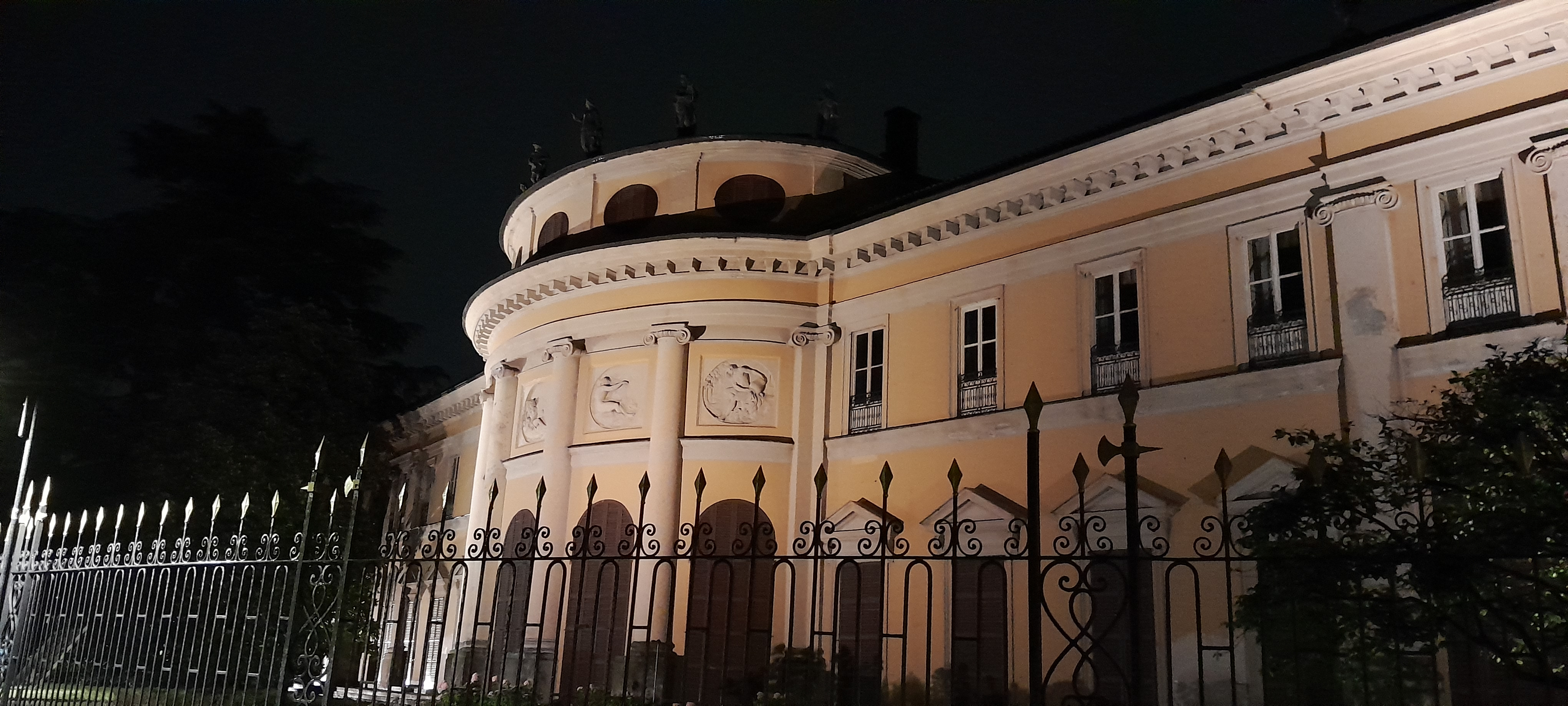
Vista notturna

Villa Saporiti, nota anche come Villa Resta Pallavicino o come La Rotonda, è un edificio monumentale situato a Como, Lombardia, nella zona di Borgo Vico.

## Storia
Villa neoclassica che si affaccia sul lago di Como, è stata costruita tra il 1783 e il 1793, su incarico dei marchesi milanesi Antonio Villani ed Eleonora Doria Sforza Visconti in Villani, divenuti proprietari di un terreno demaniale confiscato ai padri oratoriani e alle monache agostiniate durante il giuseppinismo.
La villa fu progettata da Leopoldo Pollack, anche se uno scritto di metà Ottocento la attribuisce a Simone Cantoni. A un periodo successivo risalgono i progetti di Luigi Cagnola per lo scalone d'onore a due rampe.
Nel 1797, Napoleone Bonaparte in visita a Como decise di alloggiare a Villa La Rotonda.
Nel 1858, l'edificio venne comprato da un esponente della famiglia Saporiti (Apollinare o Marcello Rocca), committente di una serie di ristrutturazioni che interessarono i lati occidentale e meridionale dell'edificio. Il cognome di questa famiglia rimase legato alla villa anche dopo l'acquisto, nel 1950, da parte della Provincia di Como, che ne fece la propria sede istituzionale. Dopo alcuni anni, la Provincia di Como acquistò anche l'adiacente villa Gallia con il parco condiviso con villa Saporiti.

## Descrizione

### Esterni

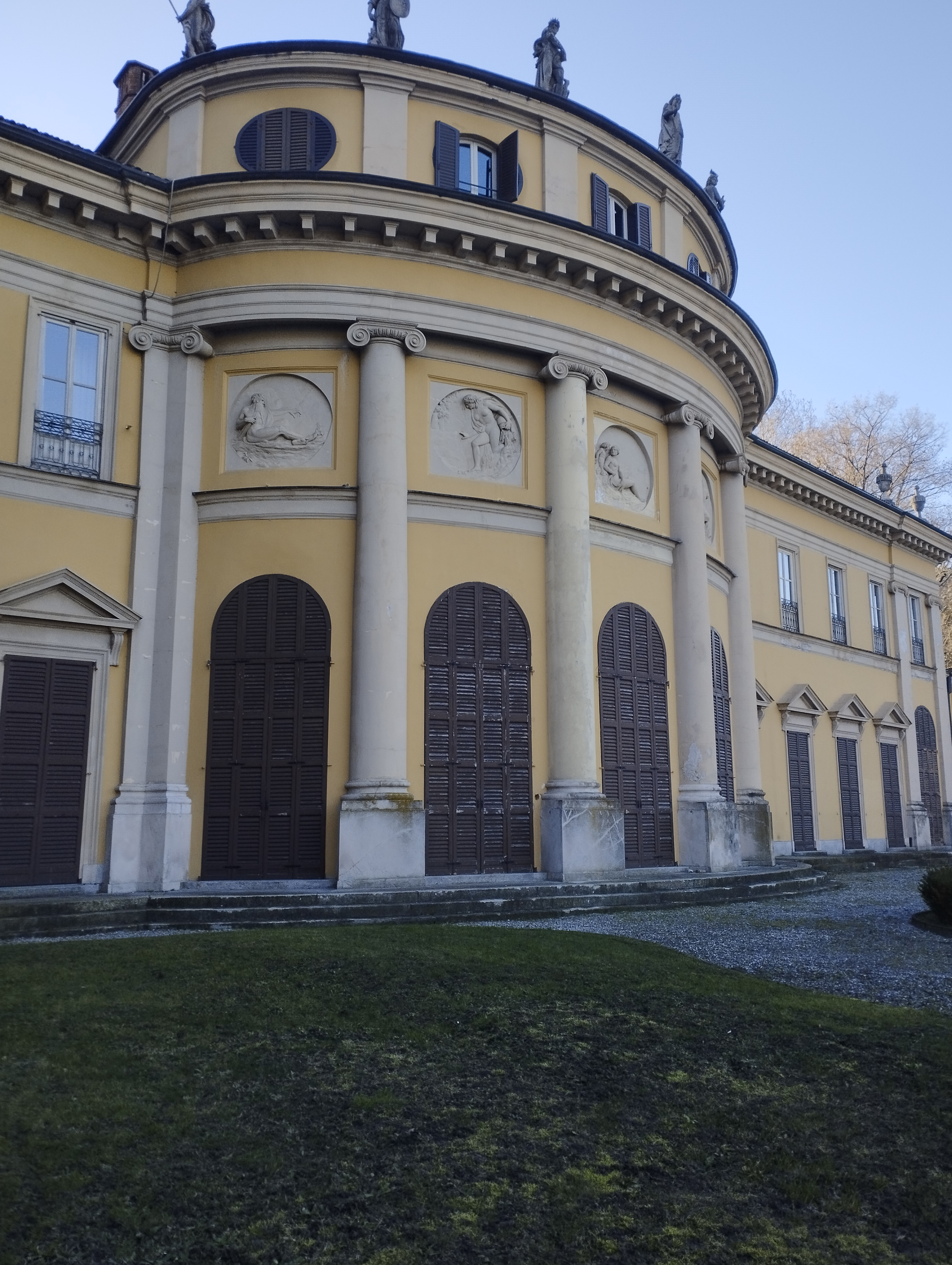
L'esedra che dà il soprannome alla villa, caratterizzata da colonne ioniche, sei statue di divinità e cinque medaglioni ritraenti creature fluviali e marine.

Collocata all'interno di un parco comprensivo anche di Villa Gallia, La Rotonda si compone di un corpo centrale su due livelli, affiancato da due corpi laterali simmetrici.
Sul lato occidentale, la facciata del corpo centrale presenta tre fornici inframmezzati da colonne doriche. Sopra di essi si sviluppa un piano superiore con balconata, sormontato da un timpano triangolare.
Il lato orientale del corpo centrale è invece caratterizzato dalla cosiddetta Rotonda, ossia un'esedra ispirata al rococò francese, caratterizzata dalla presenza di lesene e colonne ioniche e coronata da sei statue raffiguranti altrettanti divinità romane (Giove, Giunone, Marte, Venere, Apollo e Nettuno). Cinque ninfe acquatiche sono invece rappresentate negli altrettanti medaglioni che sormotano gli arcuati finestroni tra una colonna e l'altra.

### Interni
Internamente, la Rotonda ospita una sala d'onore a pianta ellittica, dotata di volta affrescata e stuccata. Gran parte degli elementi ornamentali della volta si rifanno a un modello di Giocondo Albertolli.
Introdotto da una serliana, lo scalone d'onore conduce dall'atrio della villa al piano superiore.
A pianta rotonda è anche un salottino decorato da un mosaico a pavimento, da busti di imperatori romani e da paraste binate sormontate da capitelli a testa di Medusa.
Molte delle sale conservano lampadari in vetro di Murano o cristallo di Boemia.
Una parte dei mobili della sala cosiddetta "Etrusca" proviene dal castello di Monguzzo.
Tra le opere d'arte conservate nella villa, un quadro cinquecentesco raffigurante Salomé con la testa di San Giovanni.